# Felix Hoffmann (graficus)

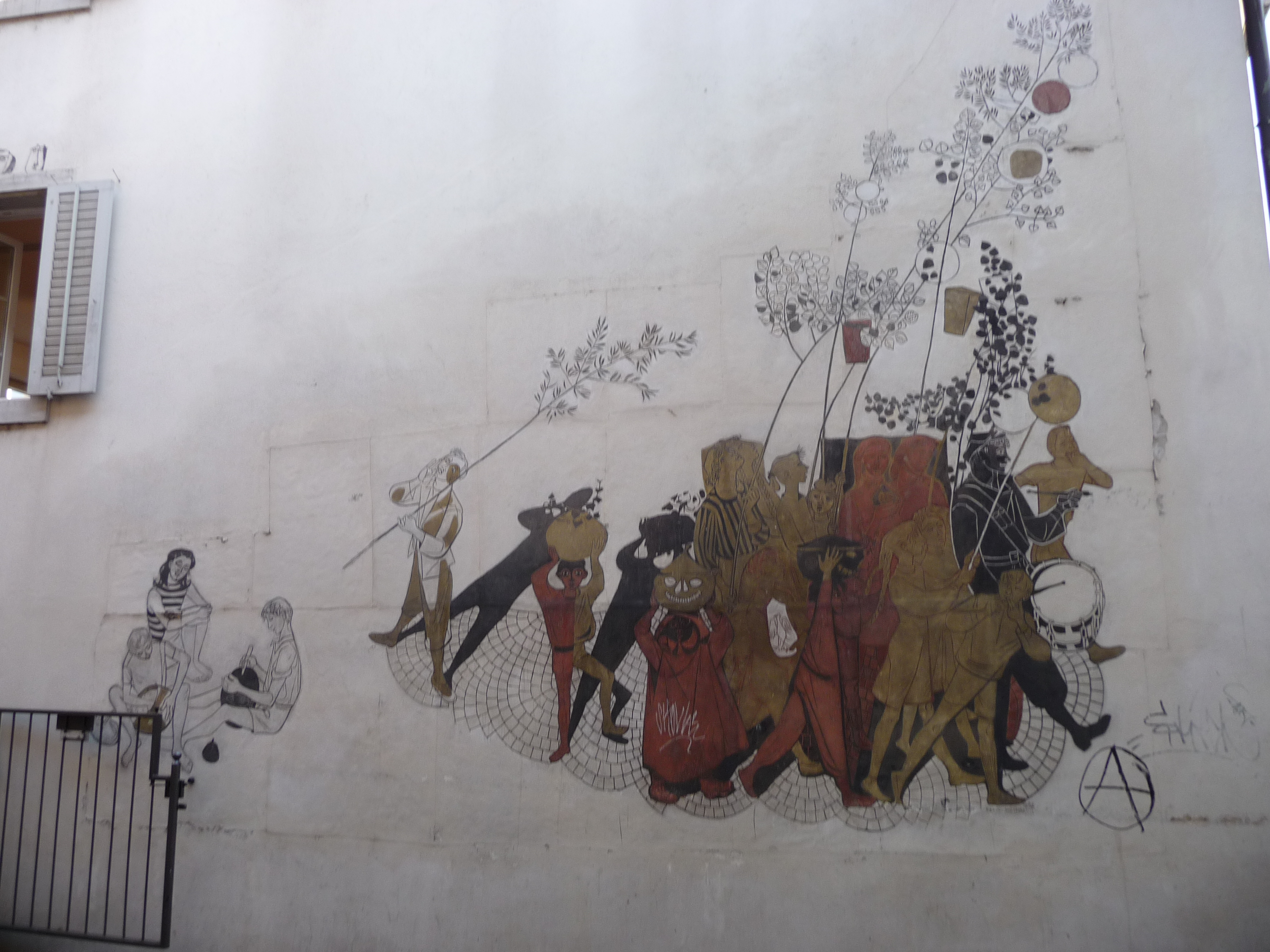
Fresco van Felix Hoffmann.

Felix Hoffmann  (Aarau, 18 april 1911 - aldaar, 16 juni 1975) was een Zwitsers graficus en kunstenaar. Hoffmann was vooral bekend vanwege zijn illustraties in kinderboeken en literatuur, zo heeft hij Der Zauberberg van Thomas Mann geïllustreerd. Daarnaast maakte hij kerkschilderingen, muurschilderingen en etsen.
- Bibliothèque nationale de France: cb124898334 (data)
- CiNii: DA03521269
- Gemeinsame Normdatei: 118552473
- Historisch woordenboek van Zwitserland: 047858
- International Standard Name Identifier: 0000 0001 2145 1810
- Library of Congress Control Number: n50031243
- Bibliotheek van het Japanse parlement: 00443538
- Nationale Bibliotheek van Tsjechië: mzk2013777374
- Nationale Bibliotheek van Israël: 987007299695905171
- Nederlandse Thesaurus van Auteursnamen: 068712421
- RKD-Nederlands Instituut voor Kunstgeschiedenis: 290827
- SIKART: 4025400
- Système universitaire de documentation: 13919570X
- Union List of Artist Names: 500002083
- Virtual International Authority File: 100211769
- WorldCat: E39PBJqfHqVthWyWMGtvBGMgKd